# Anuel AA
Emmanuel Gazmey Santiago, känd professionellt som Anuel AA, född 26 november 1992 i Carolina i norra Puerto Rico, är en puertoricansk rappare och sångare. Hans musik innehåller ofta en del samplingar och interpolationer, av de låtar som tidigare har varit populära under hans ungdom. Han anses vara en kontroversiell figur inom den latinska musikscenen, detta för sina juridiska problem och fejder tillsammans med de också puertoricanska rapparna Cosculluela, Ivy Queen och Arcángel, samt den amerikanske rapparen 6ix9ine. Han började att spela in musik redan som fjortonåring, som senare skulle komma att laddas upp på internet, under år 2014. Han skrev därefter ett skivkontrakt hos den latinska musikavdelningen, på den amerikanske rapparen Rick Ross skivbolag Maybach Music Group.
Anuel AA var mellan åren 2018 och 2021 i ett förhållande tillsammans med den colombianska sångerskan Karol G, som han träffade under en musikvideoinspelning av deras låt "Culpables". Han påbörjade därefter i början av 2022 ett förhållande tillsammans med den dominikanska rapparen Yailin La Más Viral, som han dessutom kom att gifta sig med, i juni samma år. Paret valde dock efter detta giftermål att separera från varandra, vilket de gjorde i februari 2023.
Anuel AA har tre barn (en son och två döttrar), detta från helt olika relationer och förhållanden. Det yngsta av dessa barn, dottern Cattleya (född i mars 2023), har han tillsammans med den tidigare nämnda exhustrun Yailin La Más Viral.